# Christine Bakombo
Kungu „Christine” Bakombo (ur. 7 sierpnia 1962) – lekkoatletka z Demokratycznej Republiki Konga, trzykrotna uczestniczka igrzysk olimpijskich.

## Kariera
Na mistrzostwach świata w 1983 odpadła w eliminacjach zarówno na 800 i 1500 metrów.
Podczas Letnich Igrzysk Olimpijskich 1984 Bakombo (która pełniła na tych zawodach funkcję chorążego swojej reprezentacji) wystąpiła w biegu na 800 metrów. Wówczas startowała z siódmego toru w pierwszym biegu eliminacyjnym. Z wynikiem 2:18,79 zajęła ostatnie, 8. miejsce w swoim biegu, a w końcowej klasyfikacji pierwszej rundy zajęła ostatnie, 25. miejsce (odpadła z rywalizacji o medale). 
W 1987 zdobyła złote medale Igrzysk Afryki Centralnej w biegach na 400 i 800 metrów.
Podczas Letnich Igrzysk Olimpijskich w Seulu (1988), Bakombo reprezentowała swój kraj w biegach na 400 metrów i 800 metrów. Najpierw zaprezentowała się w tej pierwszej konkurencji. W eliminacjach uzyskała czas 57,85 i odpadła w eliminacjach. Następnie wystąpiła w biegu na 800 metrów. W tym zaś uzyskała czas 2:11,00 (co jest jej rekordem życiowym), jednak także odpadła w eliminacjach.
Na igrzyskach w Barcelonie (1992) reprezentowała swój kraj w maratonie, który ukończyła na 37. miejscu (uzyskała czas 3:29:10, który także jest jej rekordem życiowym).

## Rekordy życiowe
| Dystans               | Rezultat | Rok  | Uwagi                                 |
| --------------------- | -------- | ---- | ------------------------------------- |
| Bieg na 400 metrów    | 55,82    | 1987 | rekord Demokratycznej Republiki Konga |
| Bieg na 800 metrów    | 2:11,00  | 1988 |                                       |
| Bieg na 10 000 metrów | 37:39,9  | 1993 | rekord Demokratycznej Republiki Konga |
| maraton               | 3:29:10  | 1992 | rekord Demokratycznej Republiki Konga |